# Ayaka Ito
Ayaka Ito (en japonés:伊藤彩香; 4 de enero de 1993), es un luchadora japonesa de lucha libre. Obtuvo el quinto lugar en  Campeonato Mundial de 2013. Consiguió una medalla de plata en Campeonato Asiático de 2016. 